# Italtel
Italtel S.p.A. és una empresa italiana que opera en el sector de les telecomunicacions, fundada el 21 de juliol de 1921 a Milà, com Società Italiana Siemens per Impianti Elettrici. El 2016 Italtel té oficines a Itàlia, Europa i Amèrica Llatina.
L'empresa dissenya, desenvolupa i instal·la solucions per a xarxes integrades i serveis de nova generació basats en el protocol IP. També ofereix solucions i productes propis, serveis professionals d'enginyeria i consultoria en xarxes, serveis gestionats i solucions TIC com les de Comunicació i Col·laboració Unificades, Telepresència, Cloud Computing, Smart Cities, Seguretat Integrada. Italtel col·labora internacionalment amb Cisco Systems., que la reconeix com a soci certificat.
En el passat ha creat el descodificador Stream TV i el telèfon Bigrigio, a més d'haver col·laborat amb Siemens per al subministrament telefònic italià. Als anys 90 va desenvolupar el Softswitch, una evolució de les centrals UT.